# Thomas Herring
Thomas Herring (1693 – 23 mars 1757) est un ecclésiastique britannique. Il est successivement évêque de Bangor, archevêque d'York, puis quatre-vingt-quatrième archevêque de Cantorbéry.